# Афанасий (Шумлянский)
Афанасий (в миру Антоний Шумлянский, иногда встречается имя Александр; ум. 1695) — православный епископ Луцкий и Острожский, тайно поддерживающий унию. Брат епископа Львовского Иосифа, отец Кирилла и Гедеона Шумлянских.

## Биография
Из галицкой православной шляхетской семьи Шумлянских, до пострига был женат, имел 5 сыновей.
После бегства в 1684 года на Левобережную Украину епископа Луцкого Гедеона (Святополка-Четвертинского), отказавшегося принять унию, Луцкой епархией управлял Иосиф (Шумлянский), старший брат Афанасия.
29 февраля 1687 года Луцким епископом был выбран младший брат Иосифа Антоний, в постриге принявший имя Афанасий и 8 мая того же года хиротонисанный во епископа Сучавским митрополитом Досифеем.
Так же как брат, Афанасий был тайным сторонником унии. Перед вступлением на кафедру Афанасий дал письменное «Исповедание веры», предписанное папой Урбаном VIII для обращавшихся из православия в католичество.
На кафедре особой активности по обращению населения в унию не проявлял. Луцкая православная епархия присоединилась к унии в 1702 году при его преемнике Дионисии Жабокрицком.
О его верности католичеству свидетельствует то, что перед смертью он исповедался своему брату доминиканину Даниилу Шумлянскому. Скончался в 1695 году.